# Mixtla de Altamirano
Mixtla de Altamirano es una localidad del estado mexicano de Veracruz. Es cabecera del municipio de Mixtla de Altamirano.

## Demografía
| Censo | Población |
| ----- | --------- |
| 1900  | 1199      |
| 1910  | 1397      |
| 1921  | 1509      |
| 1930  | 1359      |
| 1940  | 1400      |
| 1950  | 1738      |
| 1960  | 1698      |
| 1970  | 1545      |
| 1980  | 1255      |
| 1990  | 83        |
| 1995  | 244       |
| 2000  | 300       |
| 2005  | 505       |
| 2010  | 446       |
| 2020  | 405       |